# 500.000 lire

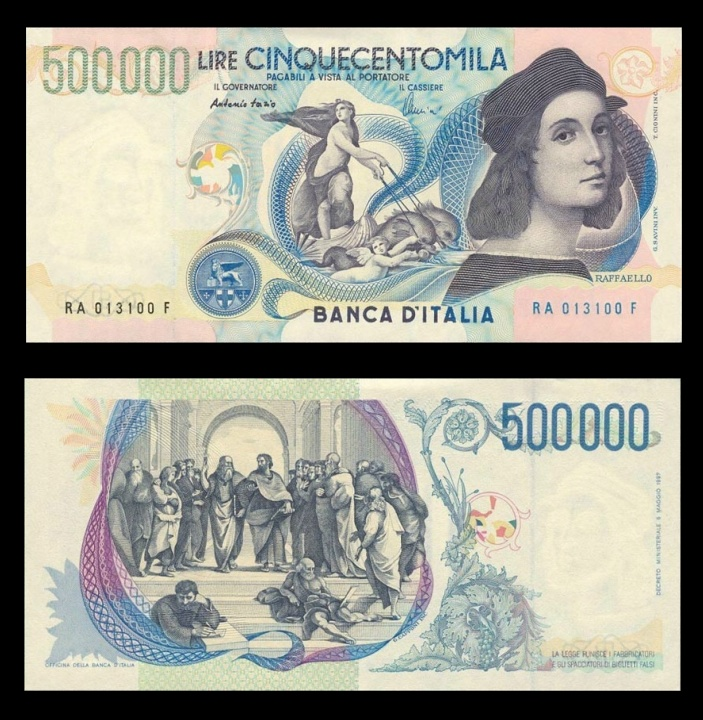
La banconota da 500.000 lire.

La banconota da 500.000 lire è stata uno dei tagli di cartamoneta circolante in Italia prima dell'introduzione dell'euro. Vi fu un'unica emissione di questo taglio, il più alto mai raggiunto dalla lira italiana, e circolò dal 15 settembre 1997 al 28 febbraio 2002.
La tiratura, in un'unica emissione, fu di 280 milioni di esemplari.

## Serie Raffaello

### Recto
Sul recto del biglietto, di color verde-acquamarina/rosa, era raffigurato il pittore e architetto Raffaello, nell'autoritratto del 1506 circa conservato agli Uffizi, con un particolare del suo affresco del Trionfo di Galatea nella Villa Farnesina a Roma.

### Verso
Sul verso invece vi è il celebre affresco della Scuola di Atene raffigurato col particolare dei due filosofi Aristotele e Platone, il tutto è decorato da motivi floreali ispirati alle logge di Raffaello nei Palazzi Vaticani.

## Misure di sicurezza
Questa banconota è stata usata solo per pochi anni, poiché è stata emessa nel 1997, non molto prima dall'introduzione dell'euro. Per questo biglietto sono state attuate diverse misure di sicurezza contro la falsificazione già sperimentate nelle banconote da 50.000 e 100.000 lire.
Oltre a inchiostri speciali e fili metallici, i biglietti erano dotati di fibre fluorescenti visibili con luce ultravioletta per garantire sicurezza e scoraggiare i falsificatori.

## L'autore
Questo biglietto fu disegnato dall'allora settantottenne Trento Cionini, il quale, pur essendo in pensione dal 1980, non aveva mai smesso di collaborare con la Banca d'Italia. Nel 1997 fu infatti scelto per il compito di incidere, col suo bulino, la matrice di quella che sarà destinata a essere ricordata come l'ultima banconota in lire italiane. Come in altri casi precedenti, anche in questa appare la firma T. CIONINI INC.